# Fascia transversalis
La fascia transversalis, o fascia trasversale, è una struttura anatomica costituente il rivestimento interno del muscolo trasverso dell'addome, e che contribuisce a formare la parete addominale nella sua parte inferiore.
La fascia trasversale ha forma quadrangolare e presenta:
- un margine superiore che si fonde con la fascia che riveste la faccia inferiore del diaframma
- un margine anteriore che costituisce la parte più profonda della guaina del muscolo retto anteriore dell'addome e nella parte mediana intreccia i suoi fasci con quelli della linea alba.
- un margine posteriore che riveste i muscoli quadrato dei lombi e grande psoas
- un margine inferiore che si inserisce sul margine superiore della pelvi e sul margine posteriore del legamento inguinale per continuare con la fascia iliaca che riveste il muscolo ileopsoas

Formazione della linea alba

Il margine anteriore della fascia transversalis rappresenta la sola copertura della parte posteriore dei muscoli retti al di sotto dell'ombelico per cui si identifica con un'area di debolezza. Quest'area assume una forma caratteristica a concavità verso il basso ed è chiaramente evidente. Prende il nome di arcata di Douglas, o linea semicircolare o linea arcuata. La fascia transversalis aderisce al legamento inguinale addominale e alla fascia iliaca; in seguito in corrispondenza dell'anello inguinale profondo, si invagina per accompagnare il funicolo spermatico nel canale inguinale, formando la tonaca vaginale comune. 
La fascia transversalis è esile per la maggior parte della sua estensione, ma presenta dei tratti nei quali è particolarmente ispessita: la falce inguinale di Henle, il legamento interfoveolare di Hesselbach e la banderella ileo-pubica di Thompson.

## Galleria d'immagini

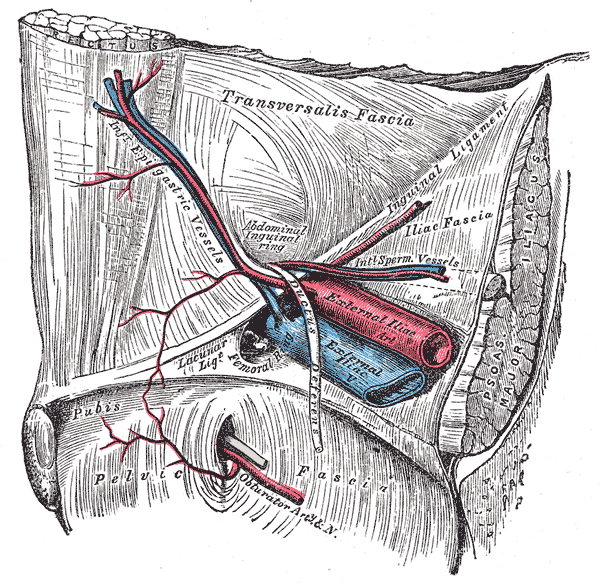
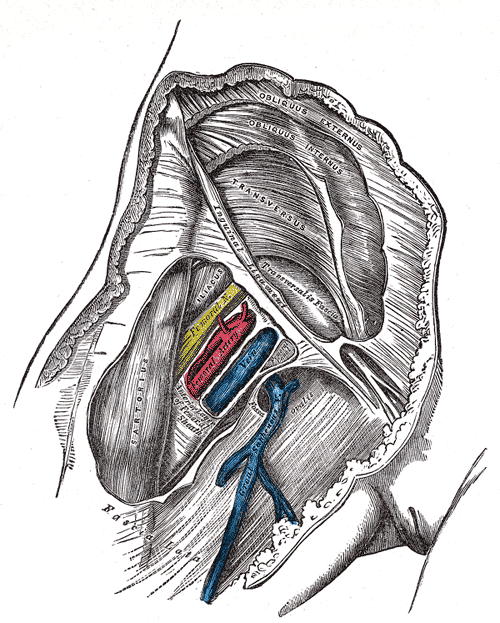